# Rolandino Platoni
Rolandino Platoni (Orlandino Platoni). Su vida se desarrolla durante el siglo XI, hijo del conde Plato Platoni y de Metodia de Lomello (el tercero luego de Allinerio y Franzoto), y miembro de la Casa de Platoni. Al fallecer su padre, lo instituye como heredero en su testamento el año 1022, de todos aquellos territorios comprendidos entre Ena, Gotra y Burgali, es decir, queda como Señor de una gran parte del Valle de Parma, además de recibir el Castillo de Platono en forma indivisa junto al resto de sus hermanos legítimos.

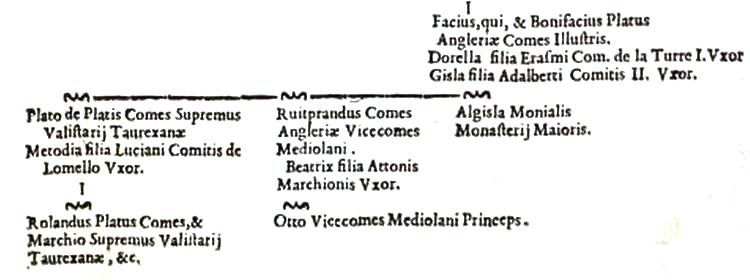
Árbol genealógico

Asume como cabeza del linaje, recibiendo los títulos de conde y marqués soberano del Valle del Taro y de Torresana.
En consideración a los territorios sobre los cuales tenía señorío, durante su vida ejerció como Cónsul y Podestà de Parma. Al morir, asume el lugar que ocupaba su hijo Sigifredo